# Terry Burton
Terry Burton (Camden Town, 8 novembre 1952) è un allenatore di calcio ed ex calciatore inglese, di ruolo difensore.

## Carriera

### Giocatore
Tra il 1969 ed il 1971 ha giocato nelle giovanili dell'Arsenal, di cui era anche capitano, e con cui nel 1971 ha anche vinto una FA Youth Cup. Successivamente ha giocato a livello semiprofessionistico con vari club dell'area metropolitana di Londra fino al 1979.

### Allenatore
Nel 1979, appena ritiratosi, fa ritorno all'Arsenal per allenare nelle giovanili del club; a posteriori è diventato noto anche per aver portato nelle giovanili dei Gunners il futuro capitano del club Tony Adams. Nel 1983 è stato promosso in prima squadra, diventando il vice del neoallenatore Don Howe. Nel 1986, con l'arrivo di George Graham sulla panchina del club, è stato nominato allenatore delle riserve dei Gunners, ruolo che ha mantenuto per un anno per poi dopo otto anni di permanenza lasciare il club londinese. Nel 1987 ha poi allenato per alcuni mesi il Wealdstone, club londinese militante in Alliance Premier League (quinta divisione e più alto livello calcistico inglese al di fuori della Football League). Successivamente si è accasato al Wimbledon FC, altro club di Londra, militante in prima divisione: ha mantenuto per dodici stagioni consecutive il ruolo di vice allenatore dei Dons, per poi diventare allenatore nelle ultime due partite della stagione 1999-2000: pur ottenendo una vittoria nella sua prima partita, la sconfitta sul campo del Southampton è fatale per il club, che retrocede in seconda divisione; Burton viene comunque riconfermato, conquistando un ottavo posto in classifica nella First Division 2000-2001 e successivamente venendo esonerato il 25 aprile 2002, a poche giornate dalla fine della First Division 2001-2002 (principalmente per essersi espresso negativamente riguardo al trasferimento del club a Milton Keynes, poi effettivamente avvenuto mediante la nascita dei 
MK Dons e di fatto la scomparsa del Wimbledon).
Negli anni seguenti Burton ha poi ripreso a lavorare come vice allenatore, principalmente nella seconda divisione inglese: più precisamente dal 2002 al 2004 è stato vice allenatore del Watford, dal 2004 al 2011 del Cardiff City, dal 2011 al 2012 del West Bromwich e negli ultimi mesi della stagione 2011-2012 dello Sheffield Weds. Dal 2012 al 2014 ha invece nuovamente lavorato nelle giovanili dell'Arsenal, mentre nella stagione 2014-2015 ha lavorato come direttore tecnico al West Bromwich.

## Palmarès

### Giocatore

#### Competizioni giovanili
- FA Youth Cup: 1

Arsenal: 1970-1971

#### Competizioni regionali
- Middlesex Senior Charity Cup: 1

Hayes: 1974-1975